# Jüdischer Friedhof (Turnov)
Koordinaten: 50° 34′ 59,5″ N, 15° 9′ 9,5″ O

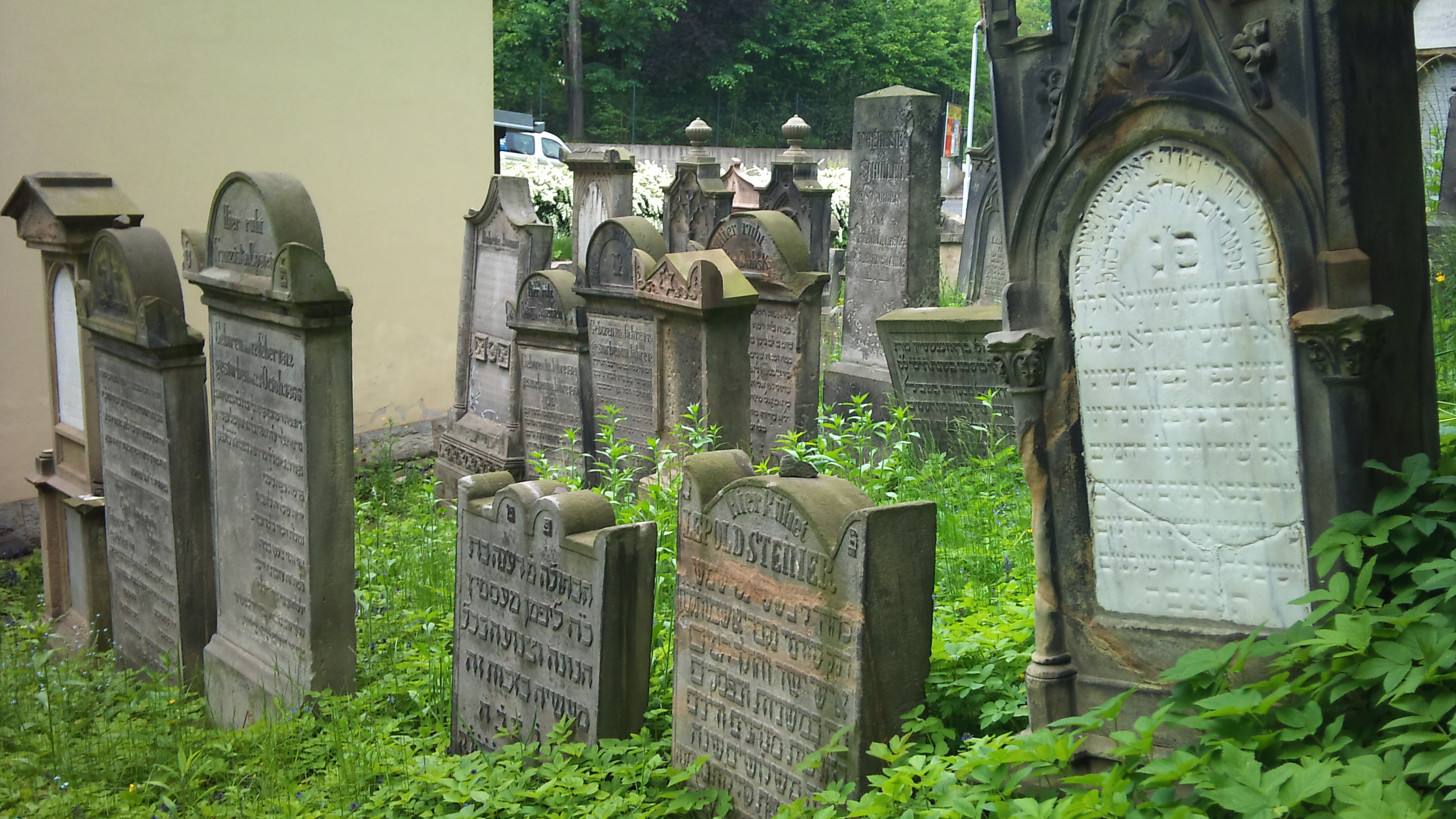
Grabsteine in hebräischer und deutscher Sprache

Der Jüdische Friedhof ist ein jüdischer Friedhof in Turnov im Okres Semily in der Region Liberecký kraj in Tschechien.

## Geschichte
Der älteste Grabstein stammt aus dem 17. Jahrhundert, der jüngste aus dem Jahr 1956. Alle Steine zeigen nach Osten. Die Inschriften sind in Hebräisch, Mitte des 19. Jahrhunderts auch in Deutsch, ab dem Ende des 19. Jahrhunderts auch in Tschechisch.

## Anlage
In den 1980er Jahren wurde eine Brücke über dem Friedhof erbaut, dabei wurden die Grabsteine abtransportiert und nach Fertigstellung der Bauarbeiten an gleichen Stellen wieder eingesetzt. An der Friedhofsmauer ist ein im Jahr 1800 erbautes Friedhofshaus integriert, welches als Taharahaus und Wohnung für den Totengräber diente. Wenige 100 Meter entfernt befindet sich eine Synagoge.

## Bekannte Personen
Auf dem Friedhof sind die Vorfahren von Pavel Tigrid und der Schriftsteller Ivan Olbracht beigesetzt.